# 冢斜村

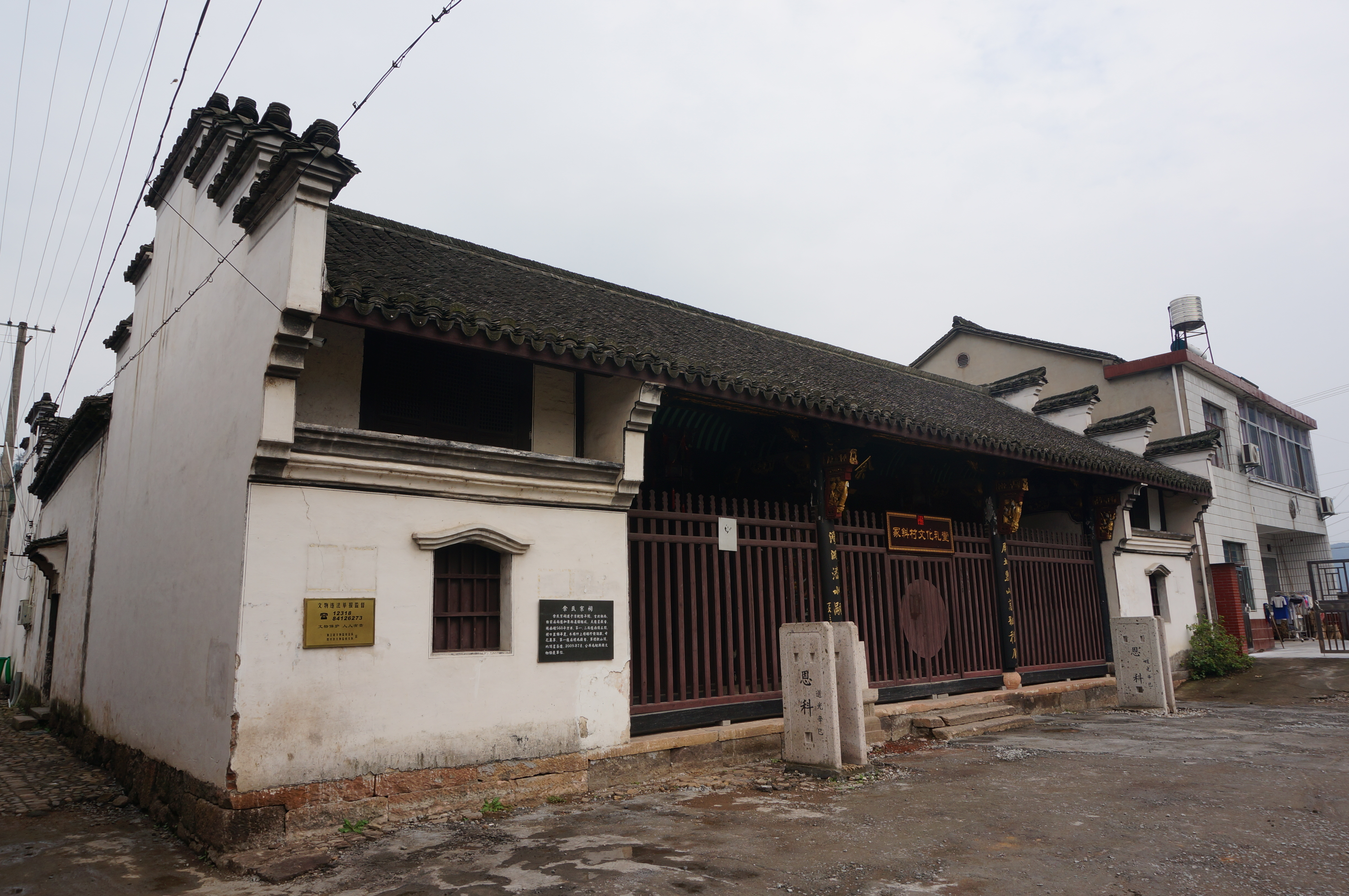
余氏宗祠，2014年10月。

冢斜村又名友谊村，为位于中国浙江省绍兴市柯桥区稽东镇的一个余姓聚居村落，现为中国历史文化名村。村落北靠大龙山，南临舜江，因相传越国宫人多葬于大龙山而得名，今村东仍存舜妻、禹妻墓址。村中有居民244户（2011年1月数据），其中80%为余姓，传为大禹后裔，历史上的名人包括明代状元、兵部尚书余煌，清朝名臣、河南布政史余炳焘，民国时期任北京市市长的余晋龢等。村中主要古建筑有余氏宗祠、永兴庙（又名永兴公祠，祀虞世南）、永济桥及余氏老台门、高新屋台门和八老爷（下新屋）台门等六座台门。